# Sesto Calende
Sesto Calende är en ort och kommun i provinsen Varese i regionen Lombardiet i Italien. Kommunen hade 11 080 invånare (2018).